# Hugleville-en-Caux
Hugleville-en-Caux – miejscowość i gmina we Francji, w regionie Normandia, w departamencie Sekwana Nadmorska.
Według danych na rok 1999 gminę zamieszkiwało 290 osób, a gęstość zaludnienia wynosiła 30 osób/km² (wśród 1421 gmin Górnej Normandii Hugleville-en-Caux plasuje się na 611. miejscu pod względem liczby ludności, natomiast pod względem powierzchni na miejscu 380.).